# Dicco

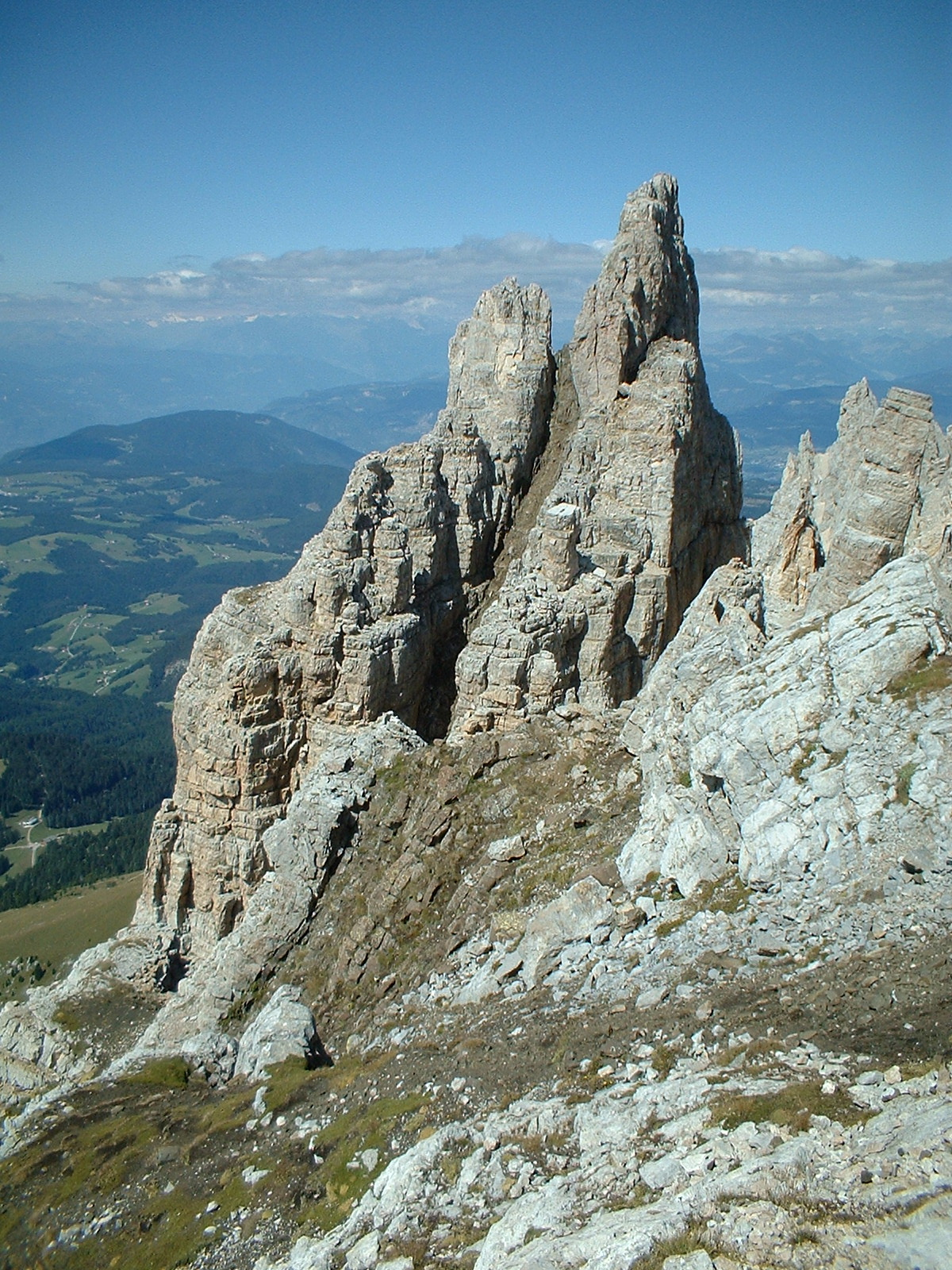
Dicco discordante del complesso eruttivo di Predazzo – Andesite basaltica a tendenza alcalina in Calcare della Marmolada (Ladinico / Carnico - Gruppo del Latemar - Trentino).

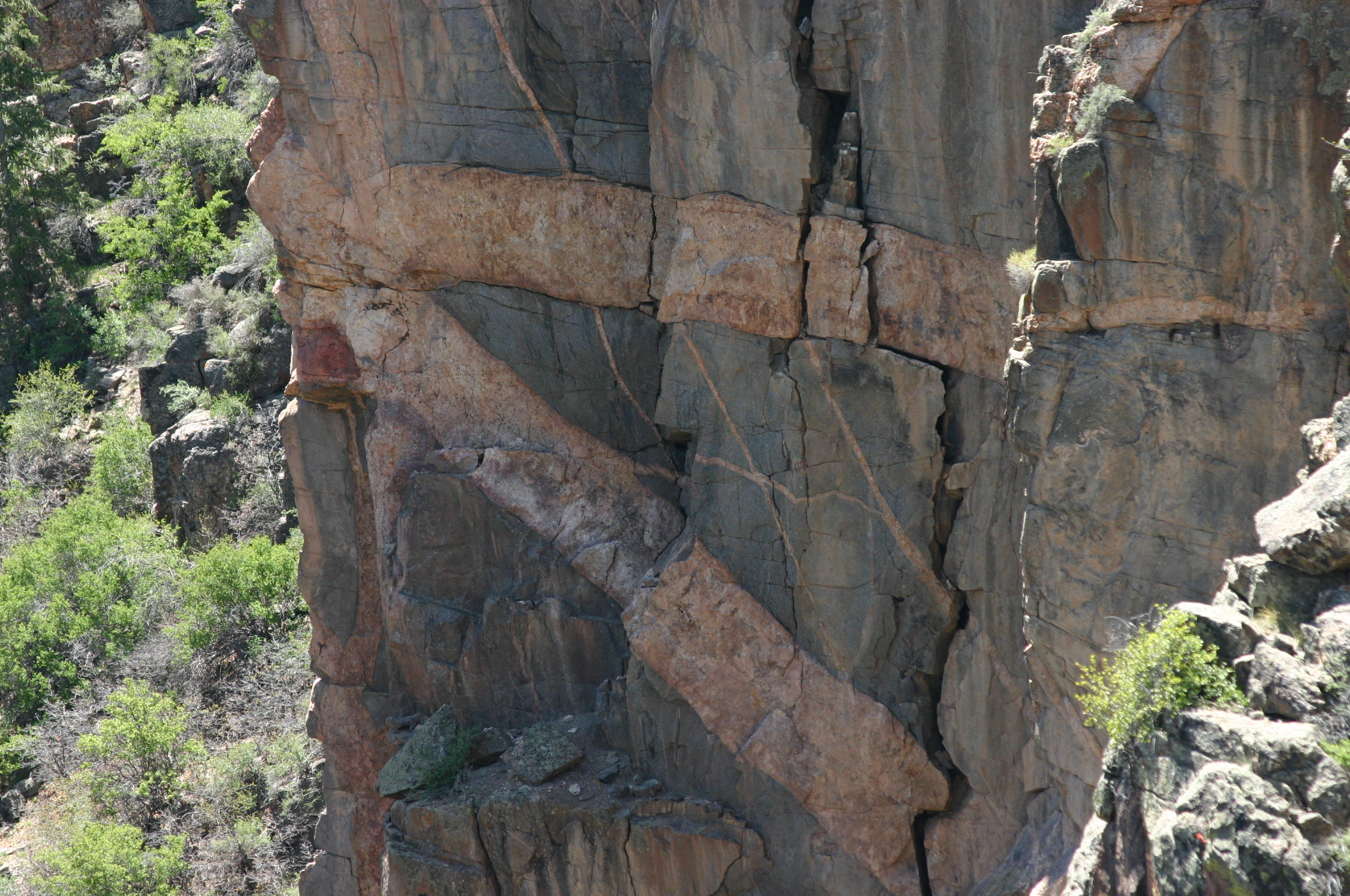
Black Canyon, Gunnison National Park, Colorado: dicchi intersecantisi visibili su una parete verticale

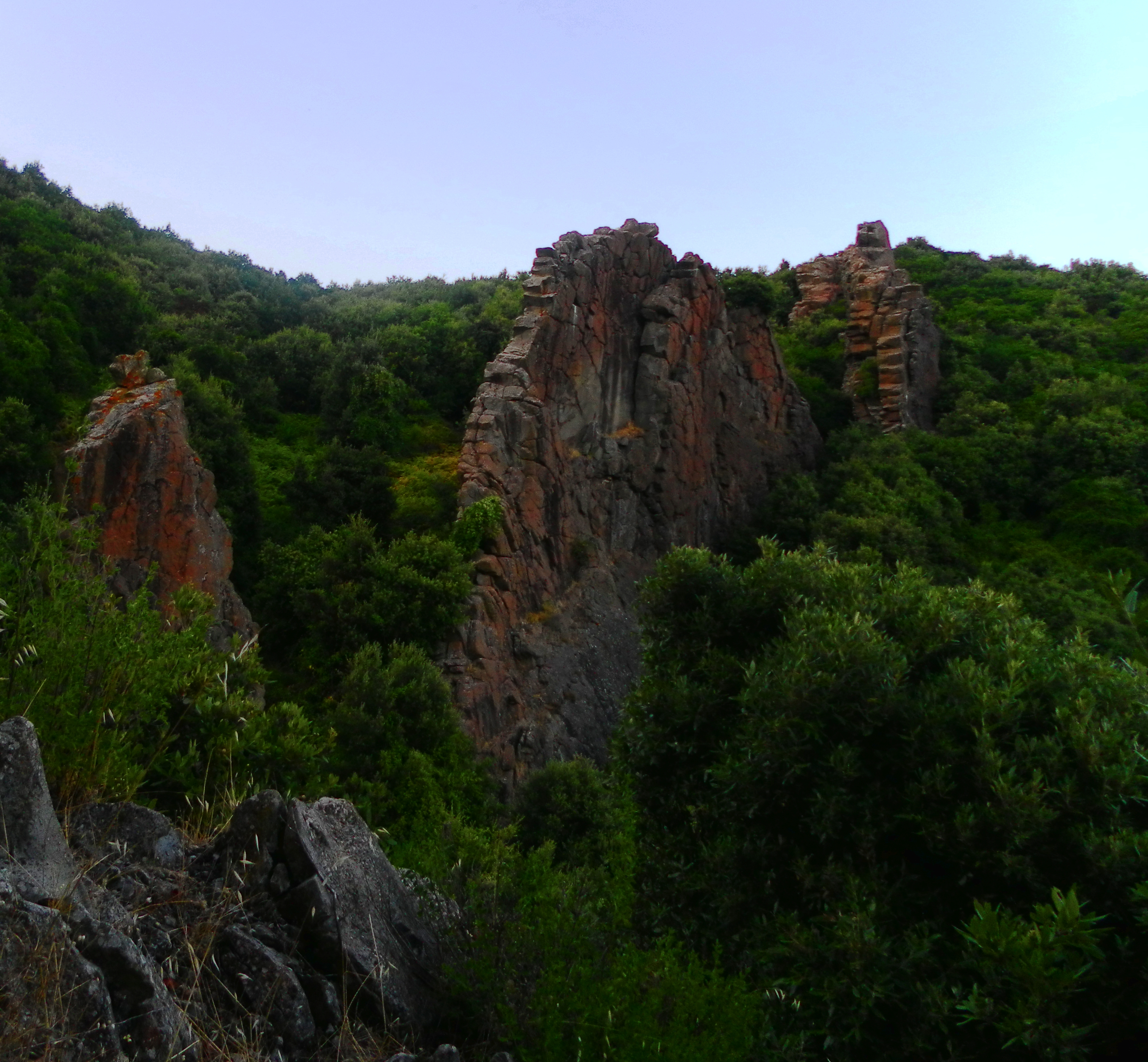
Dicco immerso nella vegetazione del Montiferru. Ha un'altezza di una decina di metri e un'estensione di varie centinaia.

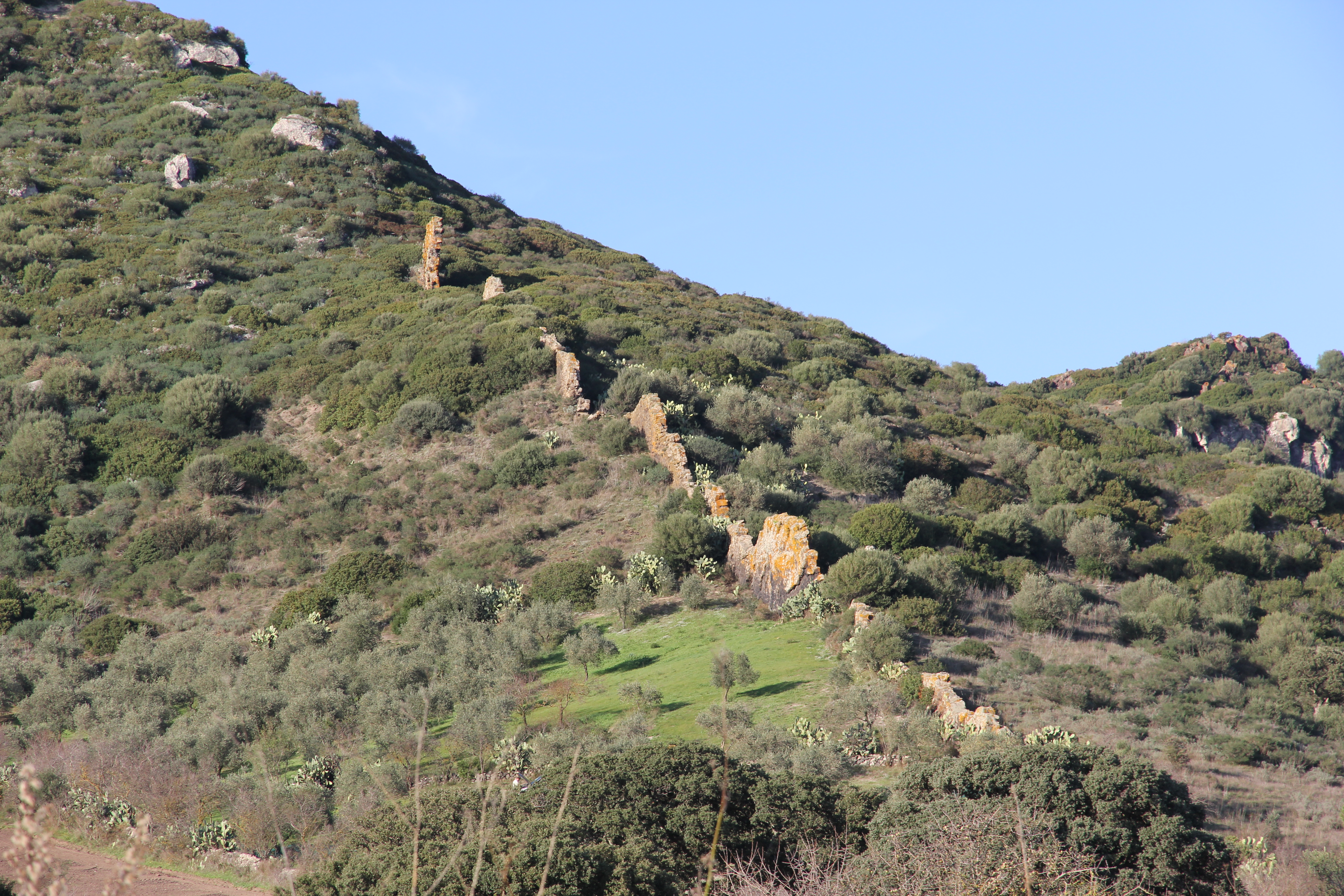
I dicco di monte Ruiu, Siligo

Il dicco è, in geologia, un corpo roccioso, costituito da un'intrusione di origine ignea, generalmente ad andamento prossimo al verticale, in una fessura tra gli strati (intrusione discordante) di rocce sedimentarie; successive deformazioni tettoniche possono orientare diversamente il dicco. 
I dicchi, come le laccoliti ed i sills (o filoni-strato), appartengono alla categoria dei plutoni e le loro dimensioni spaziano tra alcuni millimetri a diversi metri in spessore e fino a molti chilometri in estensione, possono affiorare in seguito a processi di erosione. In letteratura anglosassone, oltre ai dicchi di origine magmatica si ritrovano anche i dicchi di origine clastica (clastic dike), in italiano tradotti come brecce.

## Formazione dei dicchi
Le camere magmatiche si formano a causa dell'incremento di temperatura legato all'attrito fra le zolle; qui le rocce subiscono delle modifiche, come ad esempio delle rotture. Si forma successivamente il magma, che contiene due fasi: una liquida, l'altra gassosa. Si crea una pressione, che spinge contro le pareti della camera, creando delle fratture: essendo il magma più leggero, tende a risalire. I corpi magmatici risultanti di intrusioni magmatiche che tagliano trasversalmente le rocce incassanti sono appunto i dicchi. 
Essi tagliano le rocce preesistenti, e solitamente si trovano nelle fratture o comunque fra superfici di debolezza della copertura rocciosa. 
La struttura delle rocce risultanti dai dicchi è a-faneritica (cristalli di piccole dimensioni non olocristallini), derivante dal raffreddamento avvenuto alla superficie terrestre, relativamente più rapido rispetto a quello avvenuto all'interno di una camera magmatica.